# خبوو
خبوو (به لهستانی:  Chybów) یک روستا در لهستان است که در گمینا سارناکی واقع شده‌است.